# SO36

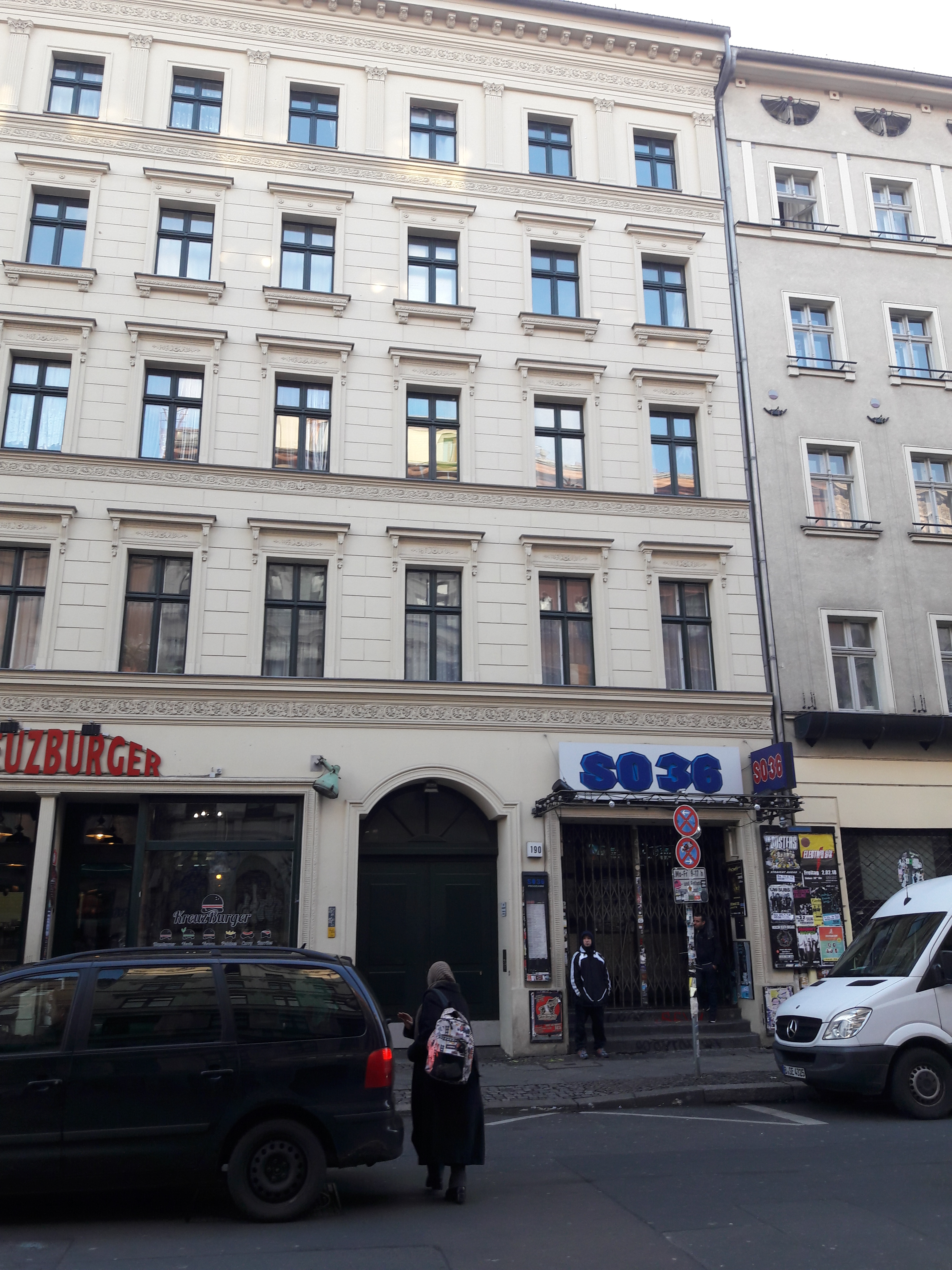
Hudební klub SO36 na snímku z roku 2018

Legendární klub SO36 je hudební klub na Oranienstrasse v blízkosti náměstí Heinrichplatz ve čtvrti Kreuzberg v Berlíně v Německu.
Jméno převzal z historického poštovního kódu této oblasti SO36, ve kterém SO znamená Südost (Jihovýchod). Čtvrť Kreuzberg byla historicky domovem punk rockového hnutí i jiných alternativních německých stylů.
SO36 se původně soustředil ve velké míře na punkovou hudbu a v 70. letech byl často navštěvován muzikanty, jakými byli Iggy Pop a David Bowie. V té době klub soupeřil s newyorským CBGB jako jedné z nejlepších scén nové vlny ve světě, nicméně na rozdíl od CBGB klub SO36 stojí dodnes a na berlínské hudební scéně zůstává místem, které prezentuje nové umělce, přičemž zůstává věrný své punkové minulosti.